# Герб на Доминика
Гербът на Доминика е приет на 21 юли 1961 г.
На него са изобразени 2 папагала сисеру, държащи щит, а върху него е поставен малък разярен златен лъв.
Щитът е разделен на 4 части, като в горните 2 са изобразени съответно:
- отляво: кокосова палма,
- отдясно: планинска жаба;

а в долните 2 са изобрзени съответно:
- отляво: кану
- отдясно: бананова палма

Под щита е изписан девизът на страната: Après Bondie C'est La Ter (в превод от френско-креолски: След Бог Земята.)